# Rugby Club Winterthur
Der Rugby Club Winterthur ist ein Schweizer Rugbyverein aus Winterthur. Die Herren und die Frauenmannschaft spielen zurzeit beide in der Nationalliga B.

## Geschichte
Der RC Winterthur wurde im März 2009 von drei Franzosen nach einer entsprechenden Idee im Paddy O’Briens Pub gegründet. Bereits im September 2009 nahm der RC Winterthur erstmals am Ligabetrieb teil und beendete seine erste Saison mit drei Siegen auf dem 5. Platz. In der darauffolgenden Saison 2010/11 konnte man sich als Zweitplatzierter den Aufstieg in die Nationalliga C sichern. Zwei Jahre später stieg Winterthur mit einem Sieg im Relegationsspiel gegen den RC Würenlos in die Nationalliga B auf. Als 2015 mit der Nationalliga B Elite eine neue Liga mit ehemaligen NLA-Vereinen und den besten NLB-Vereinen geschaffen wurde, konnte sich Winterthur für diese qualifizieren. Auch nach der Ligareform 2017 spielen die Herren weiterhin in der zweithöchsten Liga. Im selben Jahr beteiligte sich auch die Frauenmannschaft des RC Winterthur erstmals am Spielbetrieb in der höchsten Spielklasse. Die Frauenmannschaft konnte jedoch in der höchsten Liga nicht mithalten und stieg nach einer Saison in die Nationalliga B ab.

## Spieler
In der Saison 22/23 legte Dario Badraun insgesamt 14 Trys in 12 gespielten Partien (verletzungsbedingter Ausfall von zwei Spielen). Damit erzielte er in der zweiten Saison in Folge die meisten Trys für sein Team, den Rugby Club Winterthur.